# Urząd Górniczy do Badań Kontrolnych Urządzeń Energo-Mechanicznych
Urząd Górniczy do Badań Kontrolnych Urządzeń Energo-Mechanicznych (od 1994 Urząd Górniczy do Badań Kontrolnych Urządzeń Energomechanicznych) – centralna jednostka organizacyjna rządu istniejąca w latach 1957–2011, którego utworzenie pozostawało w związku z dekretem o urzędach górniczych z 1954 r.

## Powołanie Urzędu
Na podstawie rozporządzenie Prezesa Rady Ministrów z 1957 r. w sprawie utworzenia Urzędu Górniczego do Badań Kontrolnych Urządzeń Energo-Mechanicznych ustanowiono Urząd. Urząd miał siedzibę w Katowicach.

## Zakres działania Urzędu
Urząd powołany został do przeprowadzania w zakładach górniczych na obszarze całego Państwa badań rocznych i kontrolnych dźwigów i urządzeń dźwigowych.
W zakresie uregulowania w górniczych przepisów bezpieczeństwa badań rocznych i kontrolnych szybów, urządzeń wyciągowych i sygnalizacyjnych oraz urządzeń elektrycznych i trakcji elektrycznych.

## Zakres działania Urzędu z 1994 roku
Na podstawie rozporządzenie Prezesa Rady Ministrów z 1994 r. w sprawie utworzenia Urzędu Górniczego do Badań Kontrolnych Urządzeń Energomechanicznych wprowadzono regulacje dotyczące Urzędu.
Urząd był specjalistycznym urzędem górniczym o właściwościach obejmujących cały kraj.

## Kierowanie Urzędem
Urzędem kierował dyrektor, który był organem państwowego nadzoru górniczego pierwszej instancji. Dyrektor Urzędu sprawował nadzór i kontrolę nad ruchem zakładów górniczych w zakresie zgodności z przepisami Prawa geologicznego i górniczego wykonania, utrzymywania i prowadzenia ruchu następujących urządzeń energetycznych:
- górniczych wyciągów szybowych,
- stacji elektroenergetycznych wysokiego napięcia oraz głównych urządzeń i sieci rozdzielczych wysokiego napięcia,
- centrali telefonicznych i dyspozytorni wraz z systemami łączności, bezpieczeństwa i alarmowania oraz z magistralnymi sieciami transmisyjnymi w podziemnych zakładach górniczych.

## Zakres działania Urzędu z 1997 roku
Na podstawie rozporządzenia Prezesa Rady Ministrów z 1997 r. zmieniającego rozporządzenie w sprawie utworzenia Urzędu Górniczego do Badań Kontrolnych Urządzeń Energomechanicznych wprowadzono zmiany, które otrzymało brzmienie: „w odniesieniu do budynków maszyn wyciągowych i budynków stacji wentylatorów oraz szybowych wież wyciągowych w zakładach górniczych, [Dyrektor Urzędu jest] organem specjalistycznego nadzoru budowlanego w dziedzinie górnictwa pierwszej instancji”.
Dyrektor urzędu sprawował nadzór i kontrolę nad ruchem zakładów górniczych w zakresie zgodności z przepisami prawa geologicznego i górniczego:
- wykonania, utrzymania i prowadzenia ruchu urządzeń energomechanicznych podziemnych zakładach górniczych,
- górniczych wyciągów szybowych wraz z szybami i szybikami, w których te wyciągi są zainstalowane,
- stacjami elektroenergetycznych wysokiego i średniego napięcia oraz głównych urządzeń i sieci rozdzielczych wysokiego i średniego napięcia,
- centrali telefonicznych i dyspozytorni wraz z systemami łączności, bezpieczeństwa i alarmowania oraz magistralnych sieci transmisyjnych,
- urządzeń i układów głównego odwadniania,
- stacji wentylatorów głównych,
- poziomu zapylenia powietrza i natężenia hałasu.

## Zmiana nazwy Urzędu
Na podstawie ustawy z 2011 r. Prawo geologiczne i górnicze, Urząd Górniczy do Badań Kontrolnych Urządzeń Energomechanicznych stał się Specjalistycznym Urzędem Górniczym.